# Edward Mann
Edward Mann est un réalisateur et scénariste américain, né le 7 octobre 1922 et décédé de la maladie de Parkinson le 14 septembre 1995 à Los Angeles, en Californie (États-Unis).

## Filmographie

### comme scénariste
- 1966 : L'Île de la terreur (Island of Terror)
- 1966 : Hallucination Generation (en)
- 1970 : Le Collectionneur de cadavres (El Coleccionista de cadáveres)
- 1971 : Who Says I Can't Ride a Rainbow?
- 1974 : Seizure
- 1974 : The Freakmaker
- 1976 : The Killer Inside Me
- 1977 : Hooch

### comme réalisateur
- 1966 : Hallucination Generation (en)
- 1971 : Who Says I Can't Ride a Rainbow?
- 1972 : Hot Pants Holiday
- 1977 : Hooch